# Dia (mythologie)
Pour les articles homonymes, voir Dia.
Dans la mythologie grecque, Dia, fille d'Éionée (parfois appelé Déionée), est l'épouse d'Ixion (un Lapithe). Elle est la mère de Pirithoos, soit par Ixion, soit par Zeus dont elle a été l'amante, le dieu s'étant transformé en cheval pour l'approcher.

## Sources
- Hygin, Fables [détail des éditions] [(la) lire en ligne] (CLV).
- Diodore de Sicile, Bibliothèque historique [détail des éditions] [lire en ligne] (IV, 69).